# Federico Pagani
Pour les articles homonymes, voir Pagani (homonymie).
Federico Luis Pagani est un coureur cycliste argentin, né le 19 avril 1985 à Santa Rosa.

## Biographie
En 2008 en 2009, il remporte plusieurs courses au niveau amateur en Espagne, sous les couleurs du club Diputación de León. 

## Palmarès et résultats

### Palmarès par année
- 2003
  -  Champion d'Argentine du contre-la-montre juniors
- 2004
  - 500 Millas del Norte
- 2006
  -  Champion d'Argentine du contre-la-montre espoirs
  -  Médaillé de bronze du championnat panaméricain du contre-la-montre espoirs
- 2007
  - Vuelta al Valle
  - 2e du championnat d’Argentine du contre-la-montre espoirs
  - 2e du championnat d’Argentine sur route espoirs
- 2008
  - Prologue de la Doble Bragado (contre-la-montre par équipes)
  - Trofeo Ayuntamiento de Zamora
  - 2e étape du Tour de La Corogne
  - 6e étape du Tour de Lleida
  - Trofeo San Juan y San Pedro
  - 2e du Trofeo Santiago en Cos
- 2009
  - Trofeo San Juan y San Pedro
- 2011
  - 3e de la Doble Bragado

### Classements mondiaux
| Année            | 2007 | 2008 |
| ---------------- | ---- | ---- |
| UCI America Tour | 74e  |      |
| UCI Europe Tour  |      | 974e |